# Сграда на Пета гимназия (Кавала)
Сградата на Пета гимназия (на гръцки: Κτιρίου του 5ο Γυμνάσιο) е историческа постройка в град Кавала, Гърция.
Сградата е разположена на улица „Пулидос“ 16, в махалата Панагия. В нея е разположена Пета гимназия. Сградата се отличава с еклектична архитектура, комбинираща неокласицизъм, ар нуво и мюсюлманско изкуство. По време на българското управление в града през 1941 - 1944 година в него е бил настанен българският полицейски участък.
В 2006 година заради архитектурната си и историческа стойност сградата е обявена за паметник на културата.